# علی رهبری
علی رهبری (زادهٔ ۵ خرداد ۱۳۲۷ در تهران)، موسیقی‌دان و رهبر ارکستر ایرانی است. او که در اتریش با نام الکساندر مشهور است، با رهبری بیش از ۱۲۰ ارکستر مطرح دنیا و ضبط حدود ۲۵۰ آلبوم اثر موسیقی کلاسیک جهانی با مهم‌ترین ارکسترها و اپراهای دنیا یکی از مطرح‌ترین چهره‌های موسیقی ایران است.

## زندگی

### کودکی و نوجوانی
علی رهبری در سال ۱۳۲۷ در تهران زاده شد. پدرش پزشکیار بیمارستان فیروزآبادی شهرری بود. و از کودکی با موسیقی مطربی روحوضی آشنا شد و برنامه‌هایی را در سینماهای کشور و رویال تهران اجرا کرد. او برای تحصیل در رشته موسیقی به هنرستان موسیقی ملی رفت و زیر نظر تارخانیان، رحمت‌الله بدیعی و حسین دهلوی موسیقی را به‌طور جدی و علمی پیگیری کرد. در ۱۷ سالگی نوازنده ویلن ارکستر صبا شد. رهبری در ۱۸ سالگی برای ادامه تحصیل و با استفاده از بورسیه دولتی به اتریش عزیمت کرد. و دوره آهنگسازی را در آکادمی موسیقی وین طی سه سال به اتمام رسانید.
پس از فارغ‌التحصیلی آکادمی وین او را به‌عنوان دستیار در رشته آهنگسازی استخدام کرد.

### بازگشت به ایران
۲۴ ساله بود که به دعوت مهرداد پهلبد وزیر وقت فرهنگ و هنر به ایران بازگشت و به عنوان جایگزین مصطفی پورتراب به مدیریت هنرستان عالی موسیقی و کنسرواتوار ایران رسید. وی در این مدت توانست ارکستر هنرجویان هنرستان و پس از آن ارکستر سمفونیک جوانان را تشکیل دهد ولی پس از ۳ سال و با اعتراض به وضع موجود و با انتقاد از شیوه مدیریت اداره وزارت فرهنگ و هنر که به زعم وی بی‌توجهی مسئولان به مسائل پایه‌ای موسیقی و پرداختن به ظواهر بود، استعفاء و ایران را ترک کرد.

### همکاری با هربرت فون کارایان

رهبری هنگام دستیاری فون کرایان در سال ۱۹۸۰

در سال ۱۹۷۹ هربرت فون کارایان رهبر ارکستر نامدار از رهبری برای پذیرش دستیاری خود در ارکستر فیلارمونیک برلین و رهبر ذخیره دعوت به عمل آورد. این تعامل و همکاری در سال‌های ۱۹۸۰، ۱۹۸۲ و ۱۹۸۴ ادامه داشت.
در طول بعضی از اجراهای ارکستر فیلارمونیک برلین با هدایت علی رهبری، فون کارایان به عنوان بیننده از ابتدا تا انتهای کنسرت در سالن می‌ماند (رفتاری که معمولاً انجام نمی‌داد).
همکاری با فون کرایان نقطه عطفی در مسیر زندگی حرفه‌ای او بود. پس از این همکاری نام رهبری در محافل موسیقی به عنوان رهبر ارکستری توانمند مطرح شد و این سرآغازی برای همکاری با بخشی از مهم‌ترین ارکسترهای جهان شد.

### فعالیت در آفریقای جنوبی
در سال ۱۹۸۴ رهبری قطعه‌ای به نام نیمه‌ماه را برای سیاهپوستان آفریقای جنوبی ساخت و در شهر ژوهانسبورگ اجرا کرد. این قطعه در زمان حکومت آپارتاید وقتی که حضور سیاهان در تالارهای اجرای موسیقی محدود و اجرای موسیقی توسط آنها محدود بود، اجرا شد. این قطعه که با ارکستری متشکل از سیاهان و سفیدان اجرا شده بود، به سرعت شهرت یافت و در بسیاری از شهرهای آفریقای جنوبی به روی صحنه رفت.

### ارکستر فیلارمونیک بین‌المللی ایرانی
علی رهبری در سال ۱۹۹۷ با دعوت از ده‌ها تن از نوازندگان ایرانی مقیم اروپا و آمریکا، ارکستر فیلارمونیک بین‌المللی ایرانی (Persian Int'l Philharmonic) را تشکیل داد و با رهبری این ارکستر آثاری از کورساکف، خاچاتوریان و خودش را اجرا کرد. این ارکستر به علت مشکلات مادی نتوانست به فعالیت خود ادامه دهد.

### بازگشت مجدد به ایران
در سال ۲۰۰۵ و پس از سال‌ها دوری، علی رهبری به دعوت فریدون ناصری به ایران بازگشت و رهبر ارکستر سمفونیک تهران شد. ارکستر سمفونیک تهران پس از سال‌ها توانست اجرای قابل قبولی تحت رهبری او داشته باشد و کیفیت صدادهی ارکستر هنگام اجرای سمفونی ۹ بتهوون با رهبری او تعریف و تمجید بسیاری از کارشناسان و منتقدان و نوازندگان را به دنبال داشت. وی پس از چند ماه با نوشتن نامه‌ای سرگشاده به محمد حسین صفار هرندی وزیر وقت ارشاد با انتقادهایی شدید مبنی بر عدم توجه مسئولان به موسیقی و تأکید بر این که با تنگناهایی که در شرایط فعلی برای ارتقاء کیفی ارکستر و گروه کر وجود دارد (به ویژه از جهت حقوق و وضعیت معیشتی آنان) شرایط لازم برای خدمت مؤثر وجود ندارد، ایران را ترک کرد.

### انتقادهارا

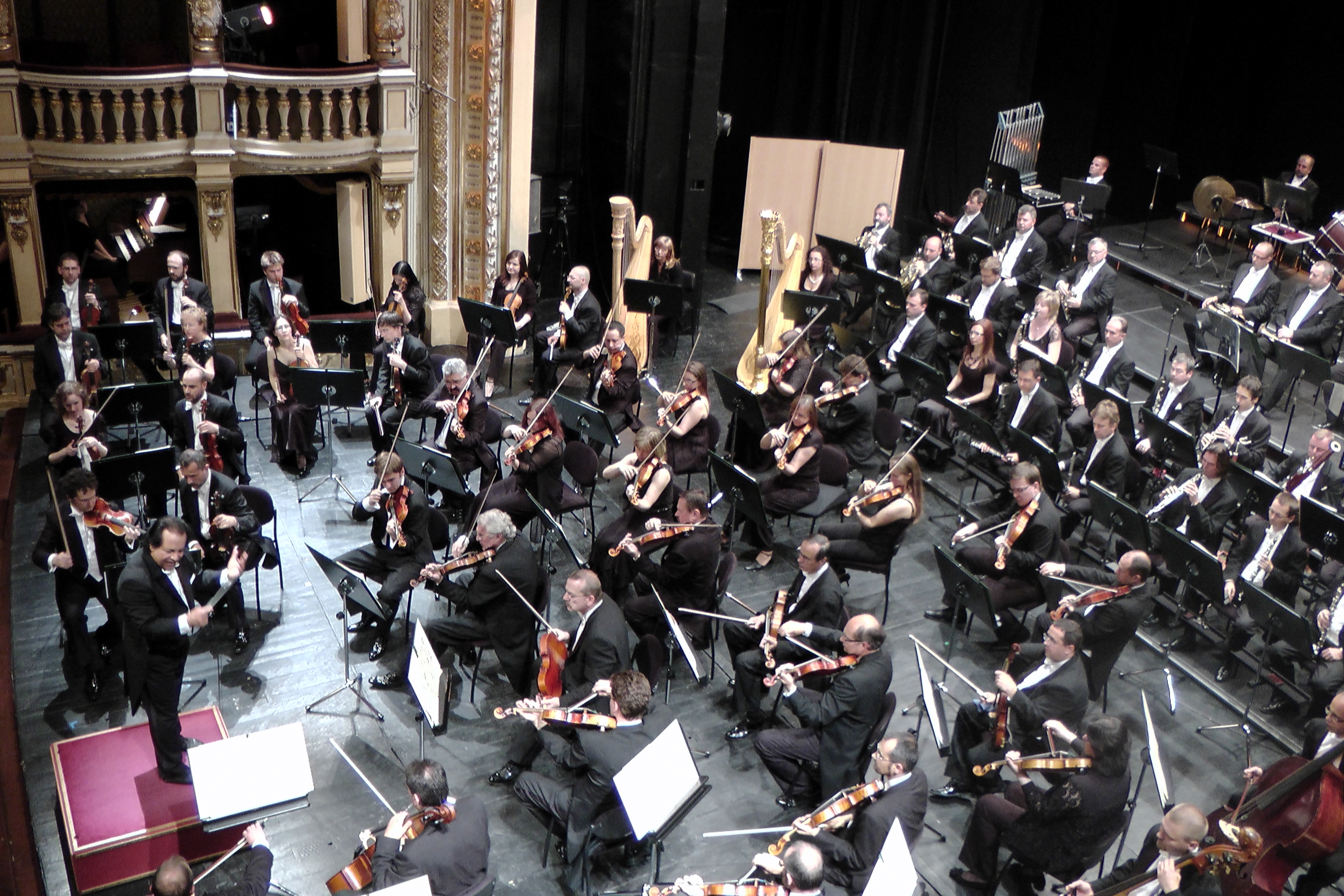
رهبری با ارکستر فیلارمونیک اسلواکی در سال ۲۰۱۰

پس از انتشار نامه رهبری به وزیر ارشاد، از سوی برخی روزنامه‌ها و وبگاه‌ها انتقادها و اتهاماتی چون تغییر نام از علی به الکساندر، مسیحی شدن، ارتباط همسر اول با دربار پهلوی و وابستگی همسر دوم به رژیم آپارتاید آفریقای جنوبی و ارتباط با اسرائیل دربارهٔ وی مطرح شد. وی طی یک نامه سرگشاده و چند مصاحبه به اتهامات پاسخ گفت.

### پیشنهاد برگزاری " گرامیداشت موسیقایی " به یاد قاسم سلیمانی
الکساندر رهبری در مصاحبه‌ای با علی سعیدی خبرنگار خبرگزاری مهر که به تاریخ ۱ دی ماه ۱۳۹۹ شمسی در تارنمای خبرگزاری مهر به چاپ رسید، پیشنهاد برگزاری " گرامیداشت موسیقایی به یاد قاسم سلیمانی " را به بنیاد رودکی و ارکستر سمفونیک تهران مطرح کرد که با برخورد شدید موسیقیدانهای ایرانی مواجه شد.
به دنبال این عکس العمل‌ها نسبت به این پیشنهاد، علی سعیدی به دستور الکساندر رهبری تیتر مقاله درج شده در وبسایت خبرگزاری مهر را تغییر و به " ملاحظاتی در باب تکریم موسیقایی اسطوره‌های ملی مانند سردار سلیمانی " عوض کرد که این بار خود علی سعیدی با برخورد شدید خبرنگاران حوزه موسیقی مواجه شد.
علی سعیدی در پاسخ به انتقاد همکاران و خبرنگاران حوزه موسیقی اذعان داشت که تیتر مصاحبه و متن آن، سطر به سطر زیر نظر مستقیم خود الکساندر رهبری انجام شده و به دلیل بازخورد شدید اهالی موسیقی و دیگر هنرمندان ایران، به دستور خود الکساندر رهبری تن به تغییر تیتر مصاحبه داده‌است.
وی برای اثبات دفاعیات خود تمامی ایمیل‌های رد و بدل شده بین الکساندر رهبری و خود را به خبرنگاران موسیقی ارائه داد.

### مدیر هنری ارکستر سمفونیک تهران
در اسفند ۱۳۹۳ علی رهبری با حکم علی مرادخانی، معاون امور هنری وزیر ارشاد به‌عنوان مدیر هنری ارکستر سمفونیک تهران منصوب شد.
رهبری پس از یکسال همکاری پیش از اتمام قراردادش با بنیاد رودکی در اسفند ۱۳۹۴ از سمت مدیر هنری ارکستر سمفونیک تهران استعفا داد که استعفای او توسط وزیر فرهنگ و ارشاد اسلامی در نوروز ۹۵ پذیرفته نشد. علی رهبری در نامه‌ای سرگشاده خطاب به رئیس‌جمهور وقت حسن روحانی از مشکلات ارکستر و تعطیل شدن برنامهٔ سالیانهٔ آن موسوم به «مهر تا مهر» پرداخت. با خروج علی رهبری از ایران، پروژه ضبط آثار سمفونیک آهنگسازان ایرانی برای انتشارات ناکسوس و پروژهٔ ارکستر سازهای ملی که با همراهی سجاد پورقناددر جریان بود نیز متوقف شد.

### دعوت به عنوان رهبر مهمان دائم به اپرای مارینسکی
علی رهبری در سال ۱۴۰۱ به دعوت والری گرگیف، رهبر ارکستر شهیر روس، به عنوان رهبر مهمان دائم به اپرای مارینسکی شهر سن‌پترزبورگ روسیه پیوست. با توجه به جنگ روسیه و اوکراین، این اقدام او واکنش‌هایی در پی داشت. او در مصاحبه اختصاصی با یورونیوز به  انتقادات پاسخ داد. "من فکر می‌کنم از ابتدا با تحریم مخالف بودم. اصولا از هنرمندانی هستم که فکر می‌کنم اگر کسی با شکنجه مخالف است، با تحریم هم، به هر صورت باید مخالف باشد. وقتی حتی مملکتی را تحریم می‌کنید، آن‌هایی که هدف شما هستند تحریم نمی‌شوند، بلکه مشتی انسان بی‌چاره تحریم می‌شوند. الان هم، اولا هیچ دلیلی نمی‌دیدم که نروم، چون آقای گرگیف تحریم نشده‌است. من هم دلیلی نداشته که موزیسین‌های روسیه را تحریم کنم. اصولا بدترین کاری که یک هنرمند می‌تواند بکند، تحریم هنرمند دیگر است. بعد هم همان طور که شنیدید من گفته‌ام به فرض هم اگر ما باید به تحریم احترام می‌گذاشتیم برای کسی بود که کار خلافی کرده‌است، مثل جنایتکار جنگی یا… اگر راستش را بخواهید از ۴۵ سال گذشته باید بسیاری، انگلیسی، آمریکایی و اصولا ناتو را که در افغانستان به روستاهایی حمله کرده‌اند و خدا می‌داند چه تعداد بی‌گناه کشته شده‌اند، به بغداد بی دلیل حمله کرده‌اند که نه مرزی و نه مشکلی با آن‌ها داشتند، تحریم می‌کردیم. پس به این ترتیب باید همه فیلم‌های هالیوود را هم تحریم می‌کردیم":

## زندگی شخصی
علی رهبری سه بار ازدواج کرده و پدر ۷ فرزند است. همسر اولش لاله جوادی‌پور نام داشت. همسر دومش از آفریقای جنوبی بود. او برای سومین بار با یک نوازنده ویلن اهل کشور کرواسی به نام پائولا (بعد از ازدواج پائولا رهبری) ازدواج کرد. پائولا رهبری، به‌عنوانِ تک‌نواز ویولن، در قطعهٔ «نوحه خوان» علی رهبری، منتشر شده توسط انتشارات ناکسوس، حضور داشته‌است.

## آثار
- خون ایرانی روی سُل ۱۹۶۹
- نوحه خوان برای ویلن و ارکستر ۱۹۷۱
- موسیقی برای حقوق بشر
- نیمه‌ماه ۱۹۸۴
- بیروت ۱۹۸۵
- باله ایرانی
- چنین گفت زرتشت
- اپرای غمنامه ایرانیان
- مرشد

## اجراها و ضبط
رهبری در ایران با ارکسترهای ژونس موزیکال، ارکستر هنرستان عالی موسیقی، ارکستر مجلسی رادیو و تلویزیون و ارکستر سمفونیک تهران کنسرت‌هایی را رهبری و برگزار کرد. وی همچنین بیش از ۱۲۰ ارکستر در سراسر جهان از جمله ارکستر فیلارمونیک برلین، ارکستر ملی فرانسه، ارکستر فیلارمونیک لندن، ارکستر رادیو تلویزیون بلژیک (مدیر هنری) و ارکستر فیلارمونیک زاگرب (مدیر هنری) را رهبری کرده و حدود ۲۰۰ اثر موسیقی کلاسیک جهانی را ضبط کرده‌است.
قطعه چنین گفت زرتشت برای اولین بار با صدای رضا فکری همراه با ارکستر فیلارمونیک زاگرب ضبط و اجرا شد و پس از آن سه مرتبه همراه با ارکستر سمفونیک اپرای مارینسکی در روسیه همراه با این خواننده به روی صحنه رفت .
همچنین اپرای غمنامه ایرانیان همراه با ارکستر خلمینسکی اوکراین با صدای رضا فکری در نقش خشایارشا برای کمپانی ناکسوس ضبط شده است.
قطعه مرشد نیز از دیگر آثار علی رهبری است که با صدای رضا فکری و در کمپانی ناکسوس منشر شده است.

## جوایز
- مدال طلای حقوق بشر در سال ۱۳۵۴[۳۰]
- نشان طلای مسابقات جهانی بهترین رهبر جوان ارکستر در سال ۱۹۷۷ در بزانسون فرانسه[۸]
- نشان دورژاک به خاطر همکاری با ارکستر فیلارمونیک چک در سال ۱۹۸۵[۸]
- جایزه شیر طلایی آکادمی جهانی هنر، ادبیات و رسانه بوداپست مجارستان در سال ۲۰۰۶